# لیودمیلا واوچوک
لیودمیلا واوچوک (به بلاروسی: Людмілa Ваўчок، روسی: Людмила Волчек، زاده ۱۹ ژوئن ۱۹۸۱) یک ورزشکار پارالمپیک اهل بلاروس است.

## حرفه
لیودمیلا واوچوک در طی دوران حرفه‌ای خود در بازی‌های پارالمپیک با وجود محدودیت‌های جسمانی موفق به کسب ۱۰ مدال از جمله سه مدال طلا و چهار مدال نقره و سه مدال برنز در مسابقات مختلف شده است و به عنوان یکی از موفق‌ترین ورزشکاران پارالمپیک بلاروس شناخته می‌شود.
او نه تنها در رشته‌های مختلف از جمله قایقرانی و اسکی صحرانوردی موفق بوده است، بلکه به عنوان یکی از پرچم‌داران بلاروس در مراسم افتتاحیه بازی‌های پارالمپیک زمستانی ۲۰۱۸ در پیونگ‌چانگ انتخاب شد.
واوچوک در بازی‌های پارالمپیک تابستانی ۲۰۰۸، ۲۰۱۲ و ۲۰۱۶ در قایق‌رانی و در بازی‌های پارالمپیک زمستانی ۲۰۰۶، ۲۰۱۰، ۲۰۱۴ و ۲۰۱۸ در ورزش دوگانه و اسکی صحرایی شرکت کرده است.
واوچوک با اینکه دو هفته قبل از مسابقات قهرمانی جهانی قایق‌رانی ۲۰۱۸ در پلوودیف، دنده‌اش شکست و نتوانست در این رویداد حضور پیدا کند، اما او به‌طور مداوم از انگیزه‌های قوی خود برای پیشرفت و دستیابی به اهداف جدید صحبت کرده است. معتقد است که ورزش به او نه تنها در بازسازی جسمانی، بلکه در بازسازی روحیه و امید به زندگی نیز کمک کرده است.
علاوه بر دستاوردهای واوچوک در بازی‌های پارالمپیک، او در مسابقات جهانی نیز حضور چشمگیری داشته است. واوچوک در مسابقات جهانی پاروزنی که یکی از مهم‌ترین رقابت‌های ورزشی در این رشته است، موفق به کسب چندین مدال طلا، نقره و برنز شده است. از جمله موفقیت‌های دیگر او می‌توان به کسب مدال طلا در مسابقات جهانی پاروزنی در سال ۲۰۱۰ و مدال نقره در سال ۲۰۱۴ اشاره کرد.
لیودمیلا واوچوک با آسیب دیدن ستون فقراتش در سال ۲۰۰۱ مجبور به استفاده از ویلچر شد، پیش از آن در در سطح بین‌المللی در مسابقات دو و میدانی شرکت می‌کرد و توانسته بود عناوین قهرمانی ملی بلاروس را در مسابقات دو بین مسافت‌های ۱۵۰۰ متر تا ۵۰۰۰ متر کسب کند.
واوچوک پس از مصدومیتش در سال ۲۰۰۱ با وجود چالش‌های فیزیکی و روانی بسیاری که با آن‌ها مواجه بود، تصمیم گرفت تا زندگی خود را وقف ورزش کند و همچنان به فعالیت‌های ورزشی ادامه داد. او به عنوان یکی از نمادهای اراده و قدرت شناخته می‌شود و توانست در مسابقات ملی در رشته‌های مچ‌اندازی، دو و میدانی و رقص به مدال دست یابد و موفق به کسب عنوان قهرمانی ملی شود. این موفقیت‌ها نشان از تعهد و پشتکار وی در پیگیری اهداف ورزشی خود دارد، حتی پس از مواجهه با چالش‌های سخت جسمی. او همچنین در مسابقات قهرمانی جهان اسکی صحرانوردی نیز به موفقیت‌های بسیاری دست یافته است.
واوچوک در بازی‌های پارالمپیک زمستانی ۲۰۰۶ در تورین شرکت کرد و در مسابقه اسکی ۱۰ کیلومتر به مدال طلا دست یافت و همچنین برای هر یک از مسابقات ۲٫۵ کیلومتر، ۵ کیلومتر و ۳ در ۲٫۵ کیلومتر امدادی، یک مدال برنز به افتخارات خود افزود.
در سال ۲۰۰۷، او در مسابقات قهرمانی جهان در مونیخ-اوبرشلایسهایم در رقابت پارالمپیک پاروزنی تک نفره بانوان، به مقام دوم رسید.
مسابقات روئینگ یا پاروزنی با قایق، نوعی مسابقه قایقرانی است که برای اولین بار در برنامه بازی‌های پارالمپیک تابستانی ۲۰۰۸ گنجانده شد. واوچوک توانست در مسابقه پاروزنی تک نفره بانوان، مدال نقره را کسب کند که اولین فینال پارالمپیک در رشته پاروزنی بود. همچنین در بازی‌های پارالمپیک تابستانی ۲۰۱۲، به مدال برنز دست یافت.
واوچوک در بازی‌های پارالمپیک زمستانی ۲۰۱۰ در ونکوور موفق شد در مسابقات اسکی صحرایی در هر یک از مسابقات ۵ کیلومتر و ۱۰ کیلومتر نشسته زنان، یک مدال طلا و همچنین در هر یک از مسابقات امدادی ۳ در ۲٫۵ کیلومتر و ۱ کیلومتر سرعت نشسته زنان، یک مدال برنز کسب کند.